# Macris (nimfa)
Segons la mitologia grega, Macris (en grec antic Μάκρις), va ser una nimfa, filla d'Aristeu.
S'encarregà, a Eubea, i junt amb el seu pare, de l'educació del petit Dionís, que els havia confiat Hermes. Quan Hera, que regnava a Eubea, va expulsar Dionís, es va refugiar a Cercira (avui Corfú), que en aquells temps es deia "Macris". Allà va viure en una cova de dues entrades, la mateixa on, més tard, Jàson i Medea es van casar.